# Unilever
Unilever PLC är ett brittiskt företag och en av världens största tillverkare av dagligvaror, främst livsmedel, drycker, rengöringsmedel och hygienprodukter. Företaget bildades 1929 när det holländska margarinföretaget Margarine Unie och den brittiska tvåltillverkaren Lever Brothers gick samman. Unilever Sverige AB ägs av Marga BV, ett centralt holdingbolag inom Unilever NV.
Unilever har två moderbolag: Unilever NV i Rotterdam, Nederländerna, och Unilever PLC i London, Storbritannien. Företagets uppläggning är liknande den som råder hos företagen Reed Elsevier och Shell före deras enhetsstruktur. De båda Unilever-företagen har samma styrelse och opererar effektivt som ett företag. Unilevers huvudsakliga konkurrenter är bland andra Procter & Gamble, Nestlé, Mars Incorporated, och Reckitt Benckiser.

## Historia

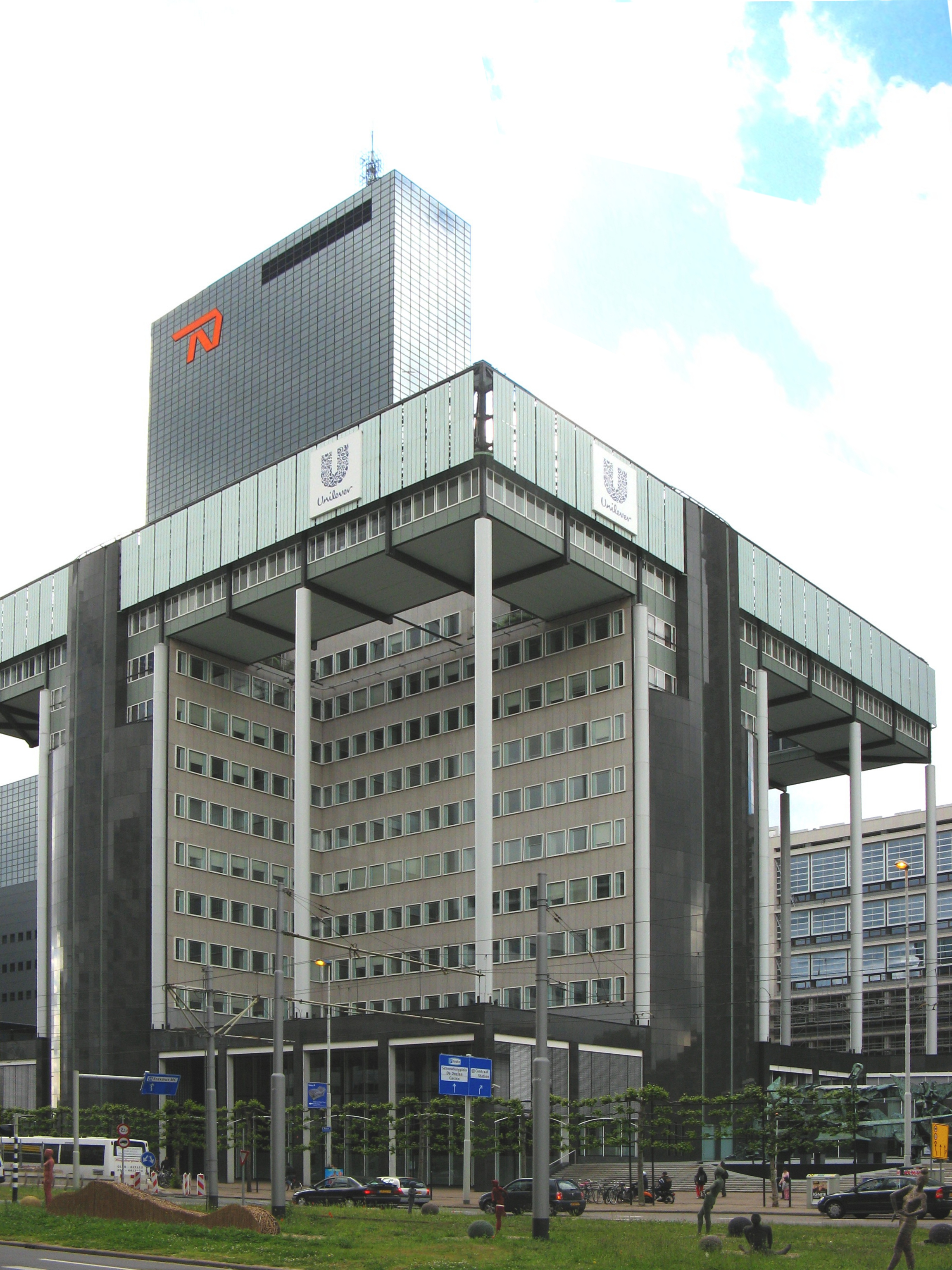
Unilevers huvudkontor i Rotterdam, Nederländerna.

### 1870-1930
Under tidigt 1870-tal i Oss, Noord-Brabant, Nederländerna började Jurgens och Van den Bergh, två familjer inom smörindustrin att intressera sig för ett relativt nytt substitut till smör, margarin. Något senare, på 1880-talet började en partihandel i norra England driven av William Hesketh Lever att producera en ny typ av hushållstvål, Sunlight Soap. Skillnaden mot tidigare tvålar var att den nya innehöll kopra och tallkärneolja vilket gör att tvålen löddrade, detta blev ett genombrott för William Lever som några år senare utformade en sorts företagsvision med tvålen som grund:
| ”                       | Genom att göra renlighet till en självklarhet, att minska arbetet för kvinnor, att bringa hälsa och bidra till personlig attraktionskraft blir livet mer njutbart och tacksamt för de människor som använder våra produkter. | „ |
| – William Hesketh Lever | |   |

Vid slutet av 1800-talet var företagen som senare skulle bli Unilever några av sin tids mest nytänkande. Företaget förbättrade näringsvärdet i livsmedel bland annat genom att tillsätta vitaminer i dagligvaror och företaget hjälpte även personhygienen att bli enklare i vardagen.

### 1930 - idag

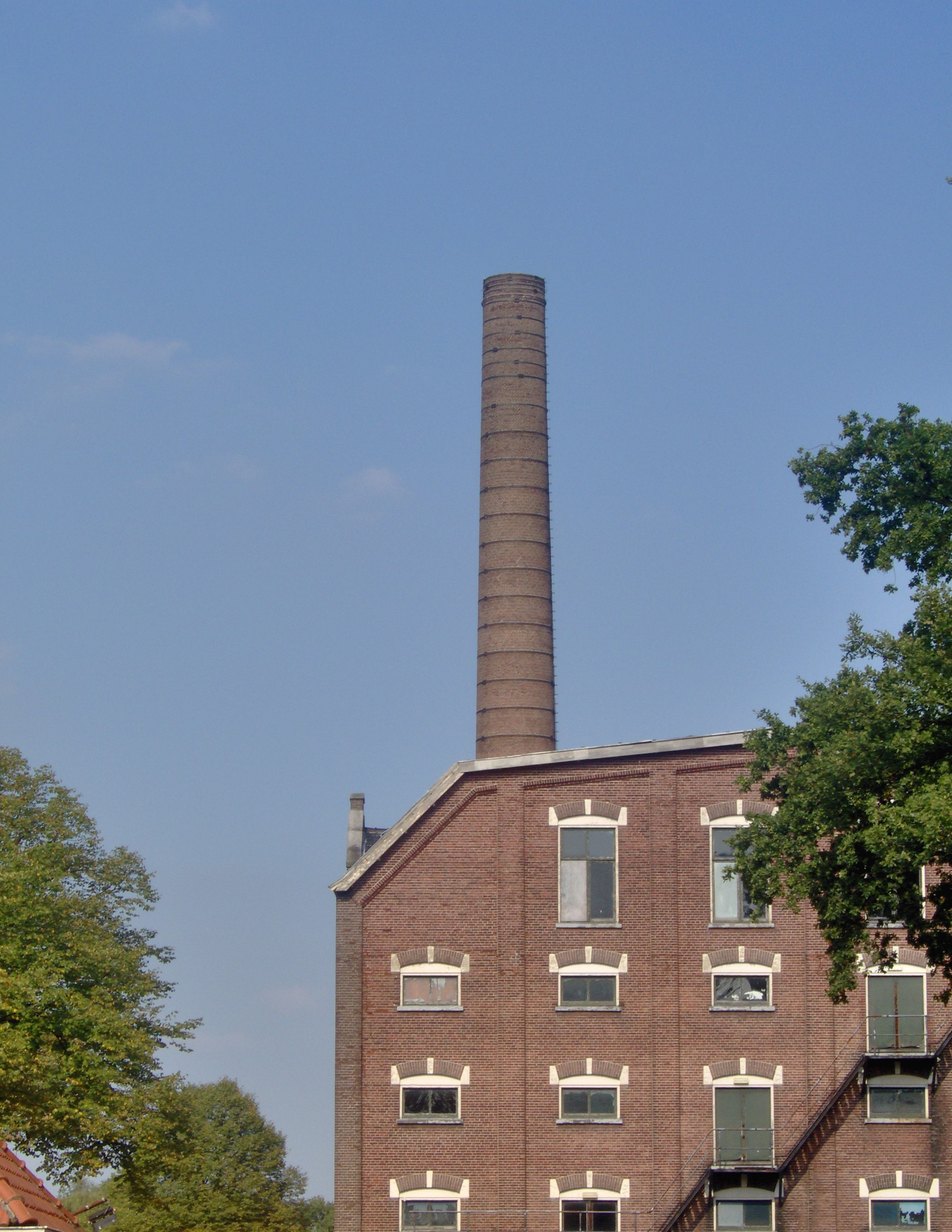
Fabriken N.V. Boekelosche Stoomblekerij i Boekelo, Enschede, Nederländerna. Grundad 1888 av G.J. van Heek, senare en del av Unilever.

Unilever bildades 1930, en sammanslagning av den brittiska tvåltillverkaren Lever Brothers och den holländska margarinproducenten Margarine Unie. En logisk sammanslagning med tanke på att båda företagen till stor del använde sig av palmolja för att tillverka tvål respektive margarin. På detta sätt kunde företagen effektivt köpa in större mängder av palmolja för sin tillverkning.
Under 1930-talet växte Unilevers affärsverksamhet och nya dotterbolag startades i Latinamerika. 1980 stod tvål och ätbara fetter endast för 40% av Unilevers intäkter, jämfört med 90% på 1930-talet. Senare under 1980-talet köpte Unilever upp företagen Brooke Bond (tillverkare av tesorten PG Tips), Fabergé och Elizabeth Arden. 1987 köpte Unilever Chesebrough-Ponds, tillverkare av Ragú, Pond's och Vaseline. Detta placerade Unilever på delad förstaplats inom kosmetikavärlden, tillsammans med L'Oreal. Fabergé och Elizabeth Arden såldes år 2000 till FFI Fragrances. Samma år köpte Unilever också det amerikanska företaget Best Foods, detta stärkte Unilvers ställning i Nordamerika och utvidgade företagets portfölj med matmärken. Koncernens specialkemienheter såldes 1997 till Imperial Chemical Industries.
Idag är företaget ett av de större multinationella företagen i världen med affärer och fabriker på alla kontinenter och även forskningslaboratorier vid Colworth och Port Sunlight i Storbritannien; Vlaardingen i Nederländerna; Trumbull, Connecticut, Englewood Cliffs, New Jersey i USA; Bangalore i Indien (Hindustan Unilever Limited); Pakistan; samt Shanghai i Kina. Den europeiska avdelningen för IT-infrastrukturs har sin bas i Unity House, Ewloe i Flintshire, Wales.
I USA bar företaget namnet Lever Brothers fram till 90-talet då moderbolagets namn antogs. Idag har den amerikanska delen av Unilever sitt säte i New Jersey och inte längre i Lever House, den skyskrapa som Lever Brothers tidigare hade som sitt högkvarter i New York.

### Avknoppning 2017
Efter Kraft Heinz försökt köpa företaget under februari 2017, valde Paul Polman – (VD) för Unilever – att sälja margarin- och smörgåspåläggsdelen av Unilever.
Affären ledde till ett budgivningskrig mellan Apollo Global Management, CVC Capital Partners, Clayton, Dubilier & Rice och Bain Capital. Enligt Bloomberg L.P. var det den största lånefinansierade affären i Europa under 2017. Under december 2017 accepterade Unilever erbjudandet på 6,8 miljarder euro från Kohlberg Kravis Roberts. Affären, som slutfördes i juli 2018, finansierades av både europeiska och nordamerikanska investmentbolag som kontrolleras av KKR. Efter att affären slutförts, minskade Unilevers globala omsättning med 7 procent, sedan de förlorat bland annat Flora, Becel, Lätta och Blå Band.
Numera ägs flera margarin-produkter av Upfield.

## Varumärken och symboler

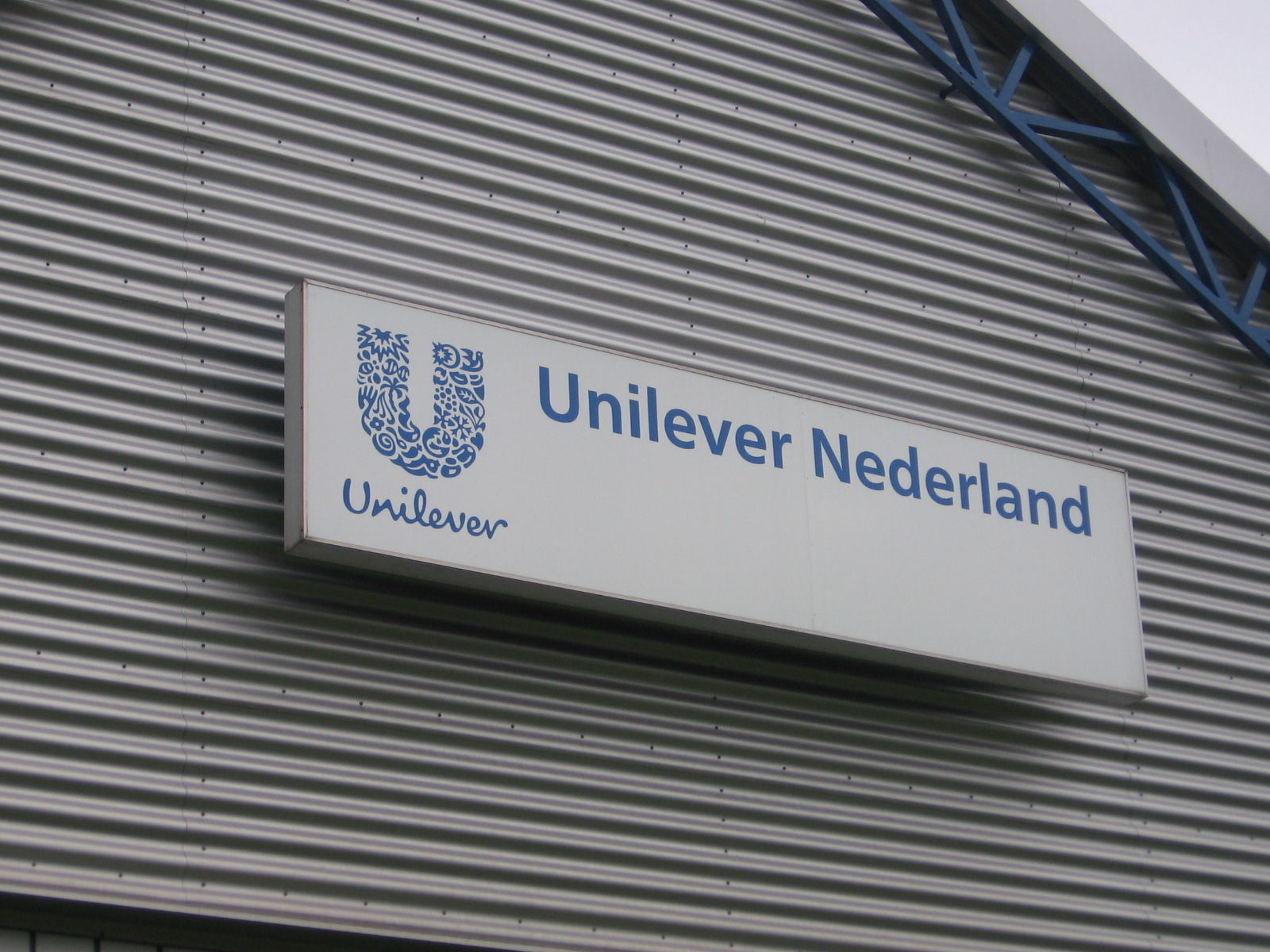
Unilever-logga i Delft i Zuid-Holland.

Unilevers logotyp är ett blått U innehållande symboler som var och en representerar en del av företaget. Under står företagsnamnet Unilever, även det i blått. Symbolerna i U:et är en blandning av olika delar i Unilever, både vad gäller färdiga varor, produktion och värderingar.
Unilever äger cirka 400 varumärken, varav många bara kan hittas i enstaka länder. Märkena kan delas in i två kategorier: Mat och dryck, samt städ- och hygienprodukter.

### Livsmedel
Ett urval av varumärken för livsmedel.

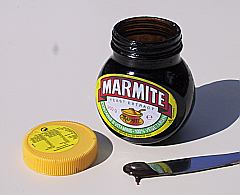
Marmiteburk

| - Bovril - köttextrakt - Colman's - senap - "Heartbrand" (ex. GB Glace) - glass - Knorr - sås, buljongtärningar, färdigmat, frusen mat - Lipton - te - Maizena - majsstärkelse | - Marmite - jäst, bredbart pålägg - O'hoj - Strössel, choklad-, jordgubb- och kolasås - PG Tips - te - Skippy - jordnötssmör - Slotts - ketchup och senap - Winborgs - smaksättning |

#### Glass

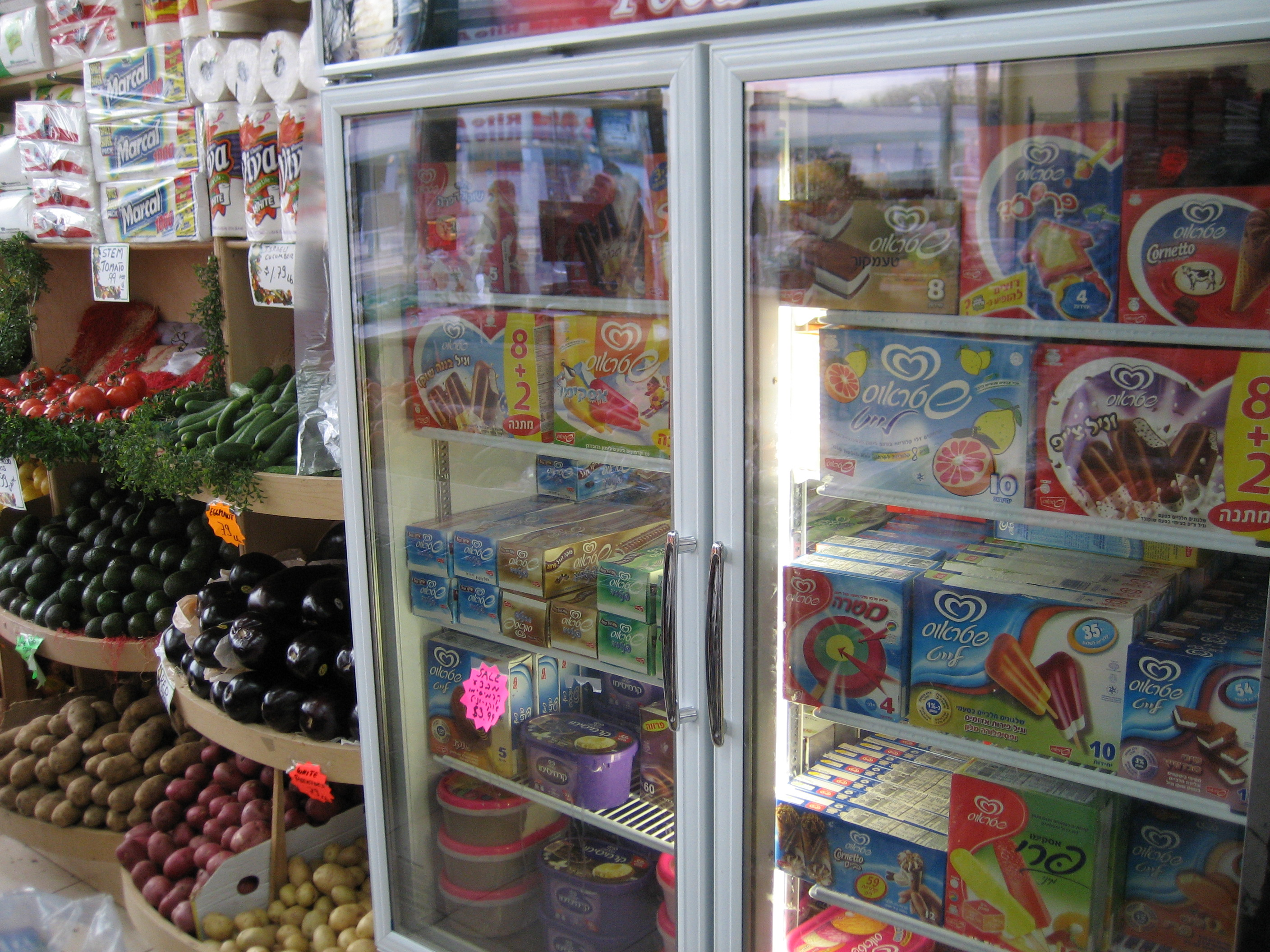
En frys i Queens, fylld med hjärtmärkt Strauss-glass från Israel

Unilever är världens största glasstillverkare med en årlig omsättning på €5 miljarder. Med undantag för Breyers och Ben & Jerry's så samlas alla Unilevers glassföretag under Heartbrand-märkningen, så kallad på grund av den hjärtformade logotypen. Unilever driver idag elva glassfabriker i Europa; de största av dem inkluderar Heppenheim i Tyskland, Caivano i Italien, Saint-Dizier i Frankrike och Gloucester i Storbritannien. Varje år spenderar Unilever Heartbrand cirka €50 miljoner på forskning och utveckling inom glassindustrin.
Hjärtmärkningen lanserades 1999 (dock något förändrad 2002) och är en satsning för att öka den internationella märkesmedvetenheten och för att främja länders samverkan över gränserna inom tillverkning och marknadsföring (centralisering). Märkningen finns idag i mer än 40 länder. Men även om logotypen är den samma över hela världen, har många länder ett eget lokalt märkesnamn för att öka förtroendet för märket.
År 2005 ingick israeliska glassföretaget Glidat Strauss ett avtal med Unilever om att exportera sitt glassmärke till USA på grund av de strikta kosherkrav som produkter i Israel har. I avtalet så ingår det att Strauss-glass endast får säljas i kosher- och importaffärer. I Nordamerika distribueras Glidat Strauss av Dairy Delight, ett dotterbolag till Norman's Dairy.
Här följer ett urval av hjärtmärkta glassmärken från olika länder:
| - Algida (Grekland, Italien, med flera) - Bresler (Chile) - Breyers (USA) - Eskimo (Tjeckien, Österrike) - Frigo (Spanien) - Frisko (Danmark) - GB Glace (Sverige, Finland) - Glidat Strauss (Israel) - Good Humor (USA) - HB (Irland) - Hertog Ola (Nederländerna) | - Hollanda (Mexiko) - Kibon (Brasilien) - Langnese (Tyskland) - Lusso (Schweiz) - Miko (Frankrike) - Olá (Portugal, Sydafrika, med flera) - Selecta (Filippinerna) - Streets (Australien) - Tio Rico (Venezuela) - Wall's (Storbritannien, delar av Asien) |

### Hushålls- och hygienprodukter

#### Hemrengöring
Ett urval av varumärken för hemrengöring.
| - Cif - rengöring - Persil - tvättmedel - Via (motsvarighet till Omo) - tvättmedel |

#### Hygien
Ett urval av varumärken för hygien.
| - Axe - deodorant - Degree - deodorant - Dove - hud- och hårvård - Lux - tvål, duschkräm och lotion | - Pepsodent - tandkräm - Vaselin - Via (motsvarighet till Omo) - tvättmedel |

## Företagsledning
Unilevers högst verkställande organ heter Unilever Executive, ledd av Group Chief Executive Patrick Cescau och de verkställande direktörerna. De verkställande direktörerna är Kees van der Graaf, Ralph Kugler och Group Chief Executive Patrick Cescau. Unilever Executive får sina direktiv från styrelsen under ledning av Michael Treschow.

## Kritik
Unilevers status som ett stort multinationellt företag har attraherat mycket kritik från politiska aktivister. Kritiken är oftast inte riktad direkt mot Unilever utan mot något av dess många dotterbolag. Likt de flesta multinationella företagen så har dotterbolagen relativt fria tyglar vilket gör att lokala chefer får stor makt på råvarornas produktion. Sakerna som Unilever fått kritik för innefattar missvisande marknadsföring, kvicksilverutsläpp, barnarbete och PETA har även anmält Unilever för djurförsök.

### Missvisande marknadsföring
Den svenska Bedömningsnämnden för Kost/-Hälsoinformation rapporterade både energidrycken Red Bull och Unilevers Becel pro-active för att reklamföra sina varor som om dessa skulle ha en positiv inverkan på hjärta och blodomlopp, efter anmälan från Konsumentombudsmannen respektive Konsumentföreningen Stockholm. Bedömningsnämnden riktade en "allvarlig anmärkning" mot reklamen för Red Bull, som ansågs kunna förleda människor med nedsatt ämnesomsättning och/eller hjärt- och cirkulationsrubbningar att tro att det skulle räcka med att dricka denna dryck för att åtgärda problemen, och därför kanske skulle kunna förleda dem till att avstå från att söka nödvändig läkarvård 
Anmälan rörande margarinet Becel pro-activ avsåg en annons där en man halvlåg i en soffa med en smörgås i handen och med rubriken "Det aktiva sättet att sänka kolesterolvärdet”. Unilever erkände i sitt svar på rapporten att kombinationen av bild och rubrik var missvisande. Nämnden gav Unilever Bestfoods AB "kritik" för att därigenom inte ha följt Livsmedelsbranschens regler. 

### Kvicksilverutsläpp
Greenpeace har kritiserat Unilever för att tillåta de kvicksilverutsläpp som dotterbolaget Hindustan Unilever (Hindustan Unilever Limited) bedrev i Indien. Fabriken som öppnade 1977 tillverkade kvicksilvertermometrar som såldes i Nordamerika och Europa. Spillet av det giftiga kvicksilvret som var kvar dumpades till viss del vid turistorten Kodaikanal i södra Indien.

### Barnarbete och rasism
India Resource Center har riktat stark kritik mot det barnarbete som Hindustan Unilever i stor skala har bedrivit i Indien. I en rapport 2003 uppskattade India Resource Center att drygt 25 000 barnarbetare arbetade för Hindustan Unilever mellan tio och tretton timmar om dygnet för strax under 4 kronor/dag. 
En kampanj för Hindustan Unilevers hudkräm Fair and Lovely ställdes in efter rasande protester från All-India Democratic Women's Association (AIDWA), en kvinnorättsorganisation tillhörande CPI(M). Kampanjen innehöll en reklamfilm där kvinnor med mörk hy som hade blivit ratade av män och arbetsgivare fick ljusare hud och nya pojkvänner efter att ha använt hudkrämen från Unilever. 

### Palmolja
Unilever har mottagit kritik från Greenpeace som anmärkt på att Unilever köper palmolja från indonesiska företag som skövlar regnskog. 

### Allmänna källor
- Unilevers historia på www.unilever.com
- Unilevers företagsstyre på www.unilever.com
- Unilevers historia av företagshistorikern David Leidenborg.